# Adriana Mica
Adriana Diana Mica (ur. 1980 w Satu Mare) – rumuńska socjolożka mieszkająca w Polsce. Doktor habilitowana nauk społecznych. Pracuje na Uniwersytecie Warszawskim, gdzie kieruje Pracownią Badań nad Porażkami. Specjalizuje się w problematyce nieoczekiwanych i niezamierzonych konsekwencji oraz w studiach nad ignorancją.

## Życiorys
Ukończyła studia socjologiczne na Uniwersytecie Babeșa i Bolyaia w Klużu-Napoce, a następnie socjologię i antropologię kulturową na Uniwersytecie Środkowoeuropejskim w Budapeszcie. Od 2004 roku mieszka w Polsce, gdzie w Warszawie ukończyła studia doktoranckie w Szkole Nauk Społecznych przy Instytucie Filozofii i Socjologii PAN. Stopień doktora nadał jej w 2009 roku Instytut Stosowanych Nauk Społecznych UW po obronie rozprawy pt. Scandals over Mass Protests during Communist Regime in Romania. Mechanisms of Convergence, Contamination and Bullying, której promotorem był Jacek Kurczewski. W latach 2009–2012 pracowała w Instytucie Filozofii, Socjologii i Dziennikarstwa Uniwersytetu Gdańskiego. Od 2012 roku pracuje na Wydziale Stosowanych Nauk Społecznych i Resocjalizacji UW, gdzie w 2016 roku na podstawie cyklu prac dotyczących zagadnienia nieoczekiwanych konsekwencji uzyskała stopień doktora habilitowanego. Od roku 2018 w ramach Instytutu Profilaktyki Społecznej i Resocjalizacji UW kieruje Pracownią Badań nad Porażkami. Jest autorką licznych artykułów i książek dotyczących problematyki niezamierzonych i nieoczekiwanych konsekwencji. Działa w Polskim Towarzystwie Socjologicznym, w którym kierowała Sekcją Socjologii Prawa oraz założyła Sekcję Socjologii Ekonomicznej.
Amatorsko uprawia boks, judo i biegi długodystansowe. Jest propagatorką szachoboksu w Polsce.

## Publikacje
- Ludzie i nie-ludzie. Perspektywa socjologiczno-antropologiczna, red. z Pawłem Łuczeczko (Pszczółki 2011, ISBN 978-83-63133-00-9)
- Sociology and the Unintended. Robert Merton Revisited, red. z Arkadiuszem Peisertem i Janem Winczorkiem (Frankfurt am Main 2011, ISBN 978-3-631-62120-2)
- Scandals and Party Moots. Mass Protests during the Ceauşescu Regime in Romania (Frankfurt am Main 2012, ISBN 978-3-631-62182-0)
- Sociologies of Formality and Informality, red. z Janem Winczorkiem i Rafałem Wiśniewskim (Frankfurt am Main 2015, ISBN 978-3-631-65328-9)
- Sociology of the Invisible Hand, red. z Katarzyną Wyrzykowską, Rafałem Wiśniewskim i Iwoną Zielińską (Frankfurt am Main 2018, ISBN 978-3-631-67232-7)
- Sociology as Analysis of the Unintended: From the Problem of Ignorance to the Theory of the Possible (Abingdon, New York 2018, ISBN 978-0-415-78701-7)
- Ignorance and Change: Anticipatory Knowledge and the European Refugee Crisis (Abingdon: 2020), we współautorstwie z Anną Horolets, Mikołajem Pawlakiem i Pawłem Kubickim, ISBN 978-0-8153-8069-6.
- Routledge International Handbook of Failure (Abingdon: 2023), współredakcja z Mikołajem Pawlakiem, Anną Horolets i Pawłem Kubickim, ISBN 978-0-367-40404-8.